# Oak Grove (Kentucky)
Oak Grove és una població dels Estats Units a l'estat de Kentucky. Segons el cens del 2000 tenia 7.064 habitants.

## Demografia
Segons el cens del 2000, Oak Grove tenia 7.064 habitants, 2.529 habitatges, i 1.820 famílies. La densitat de població era de 264,5 habitants/km².
Dels 2.529 habitatges en un 50,2% hi vivien nens de menys de 18 anys, en un 58,5% hi vivien parelles casades, en un 10,3% dones solteres, i en un 28% no eren unitats familiars. En el 17,6% dels habitatges hi vivien persones soles el 0,8% de les quals corresponia a persones de 65 anys o més que vivien soles. El nombre mitjà de persones vivint en cada habitatge era de 2,79 i el nombre mitjà de persones que vivien en cada família era de 3,14.
Per edats la població es repartia de la següent manera: un 32,2% tenia menys de 18 anys, un 23,4% entre 18 i 24, un 38,6% entre 25 i 44, un 4,9% de 45 a 60 i un 1% 65 anys o més.
L'edat mediana era de 24 anys. Per cada 100 dones de 18 o més anys hi havia 115,7 homes.
La renda mediana per habitatge era de 32.235 $ i la renda mediana per família de 31.972 $. Els homes tenien una renda mediana de 25.497 $ mentre que les dones 18.994 $. La renda per capita de la població era de 13.769 $. Entorn del 7,9% de les famílies i el 10,6% de la població estaven per davall del llindar de pobresa.

## Poblacions més properes
El següent diagrama mostra les poblacions més properes.